# 本陣

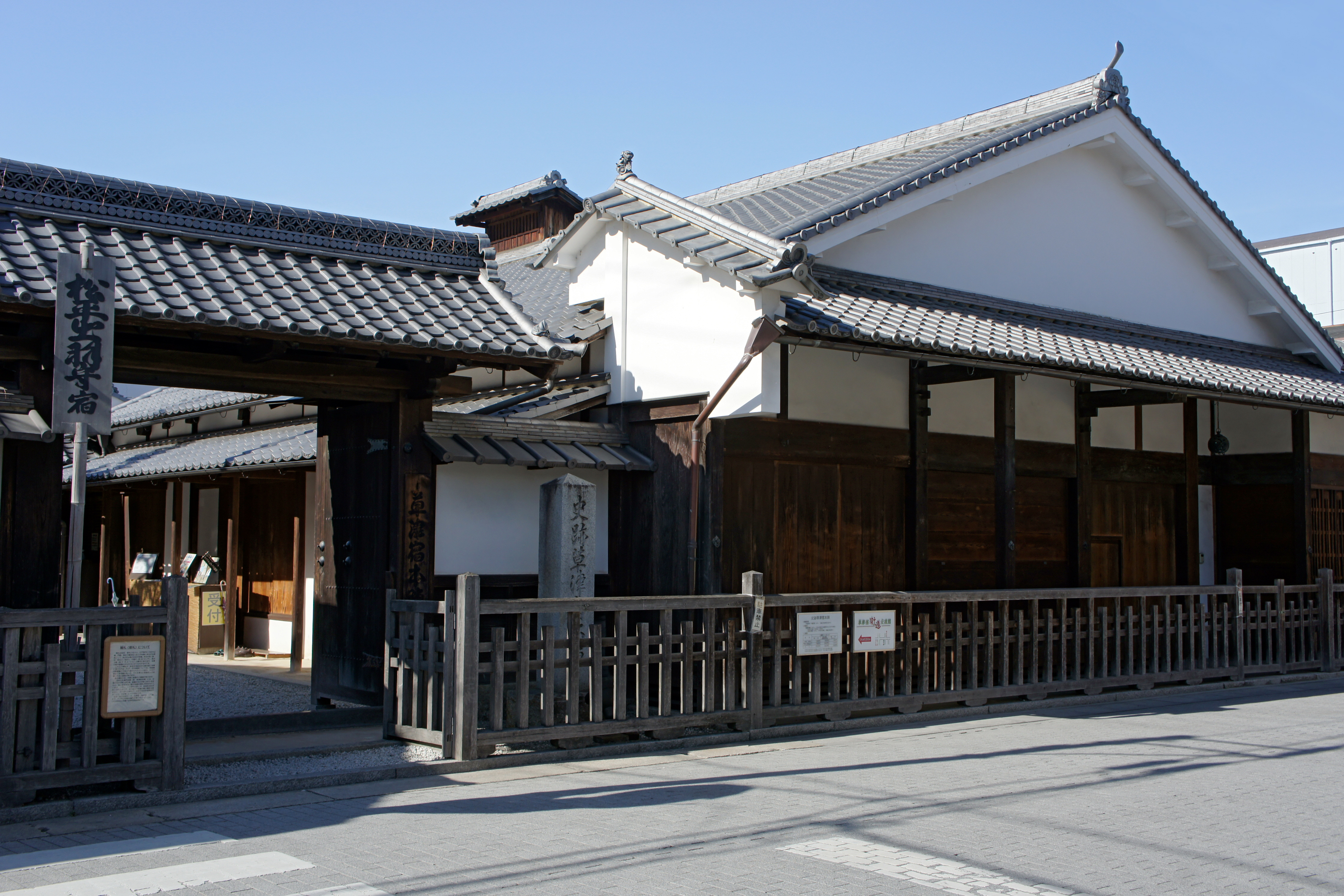
草津宿本陣

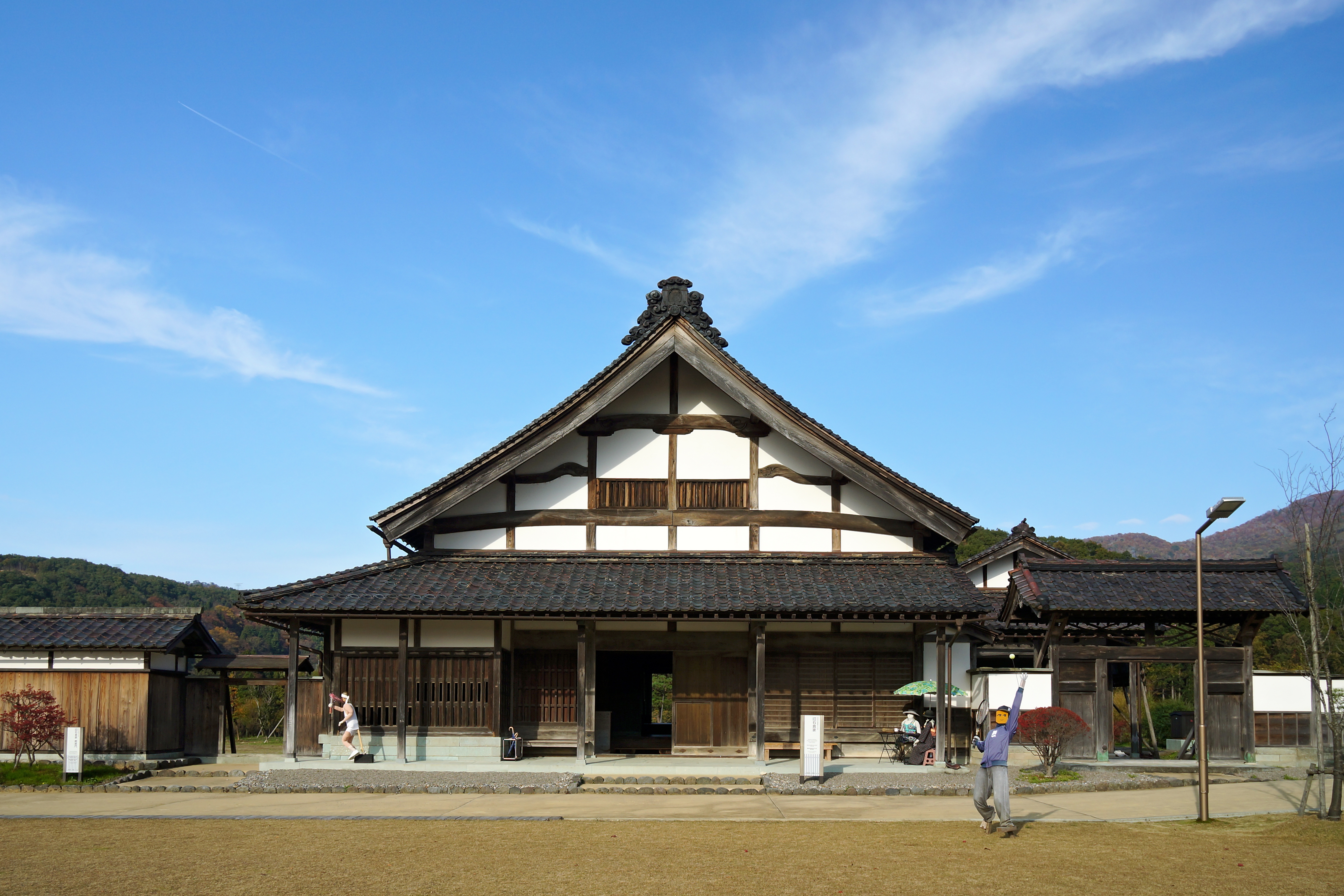
北陸道鯖波本陣

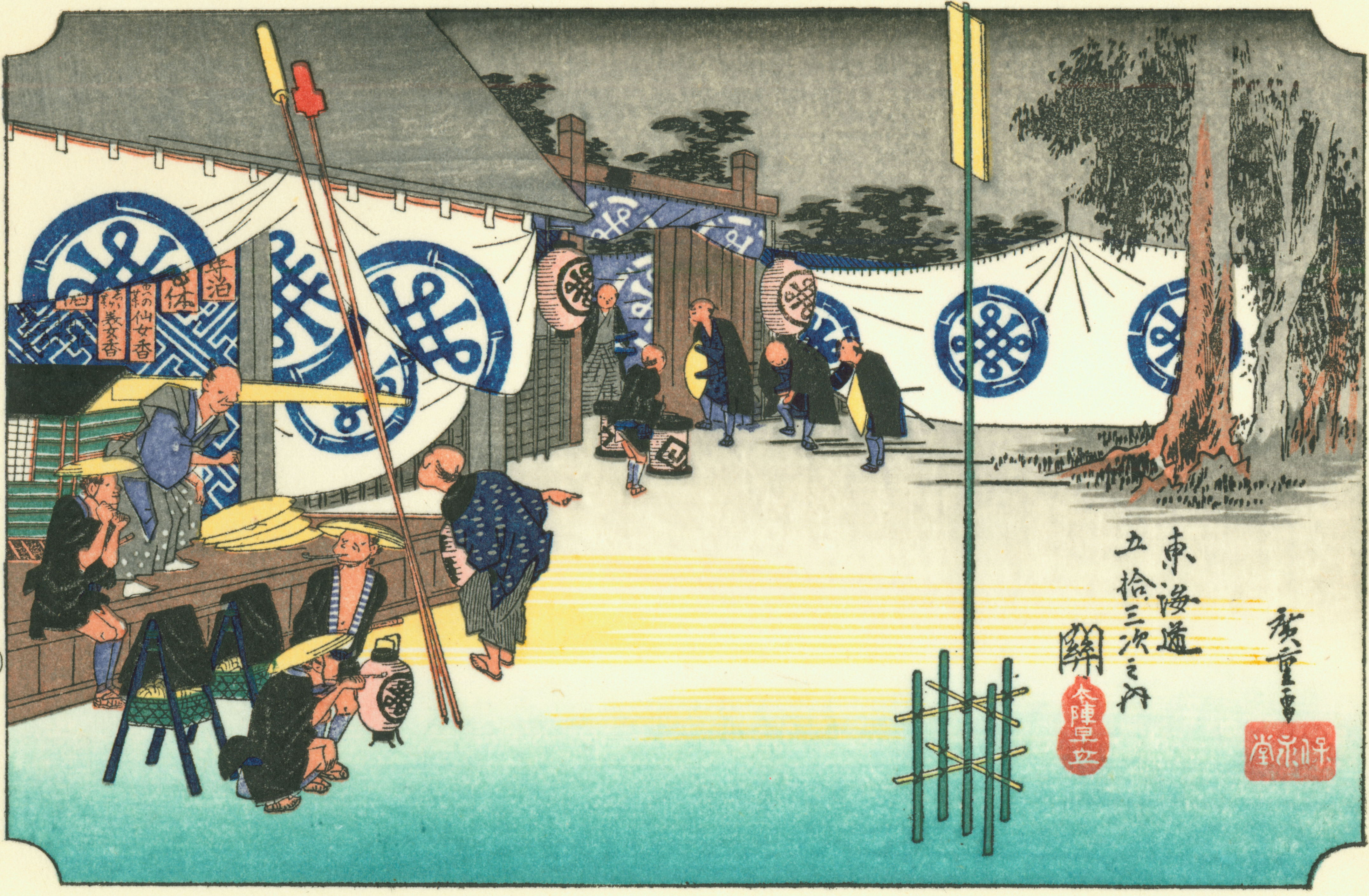
東海道途中所經過的53個宿場之一

本陣在日本戰國時代以前，主要用來指戰場上總大將大本營的所在位置。
後來，本陣這個名詞在進入江戶時代後，漸漸用來指專供武士、官吏宿泊的場所，通常是指定當地富有人家的宅邸。或被用來指或在宿場裡頭大名、旗本、幕府官員、勅使、皇族、寺院住持等人住宿之處的意思。
一般會指定地方上有錢有勢的人家作為本陣，如：商人、名主、村役人（管理村莊事務的人）。而房子被指定為本陣的人，也會帶來「苗字帶刀」、允許設置大門、玄關等等特權。原則上，一般小老百姓是不能留宿在本陣的。